# لوسیانو گاریبولدی
لوسیانو گاریبولدی (انگلیسی: Luciano Gariboldi; ۱۸ اوت ۱۹۲۷ – ۱۷ فوریهٔ ۱۹۸۸) بازیکن فوتبال اهل ایتالیا بود.
از باشگاه‌هایی که در آن بازی کرده‌است می‌توان به باشگاه فوتبال هلاس ورونا، باشگاه فوتبال اینتر میلان، باشگاه فوتبال ارورا پرو پاتریا ۱۹۱۹، باشگاه فوتبال باری، باشگاه فوتبال رجانا، و باشگاه فوتبال آتالانتا اشاره کرد.